# Route nationale 9 (Djibouti)
Pour les articles homonymes, voir Route nationale 9.
La route nationale 9 est une route nationale djiboutienne d'environ 130 kilomètres permettant de connecter la ville de Tadjourah à la RN 1 (la route principale du pays) et donc à la ville de Djibouti.
Son itinéraire longe la côte du Golfe de Tadjourah.